# أعلى سرار (المفلحي)

تعديل مصدري - تعديل

أعلى سرار هي إحدى قرى عزلة المفلحي بمديرية المفلحي التابعة لمحافظة لحج، بلغ تعداد سكانها 265 نسمة حسب تعداد اليمن لعام 2004.